# San Miguel (Surigao do Sul)
San Miguel é um município de  primeira classe de renda municipal (d) na província Surigao do Sul, nas Filipinas. De acordo com o censo de 1 de maio  de  2020 possui uma população de 41 809 pessoas e 8 977 domicílios.